# Canopia

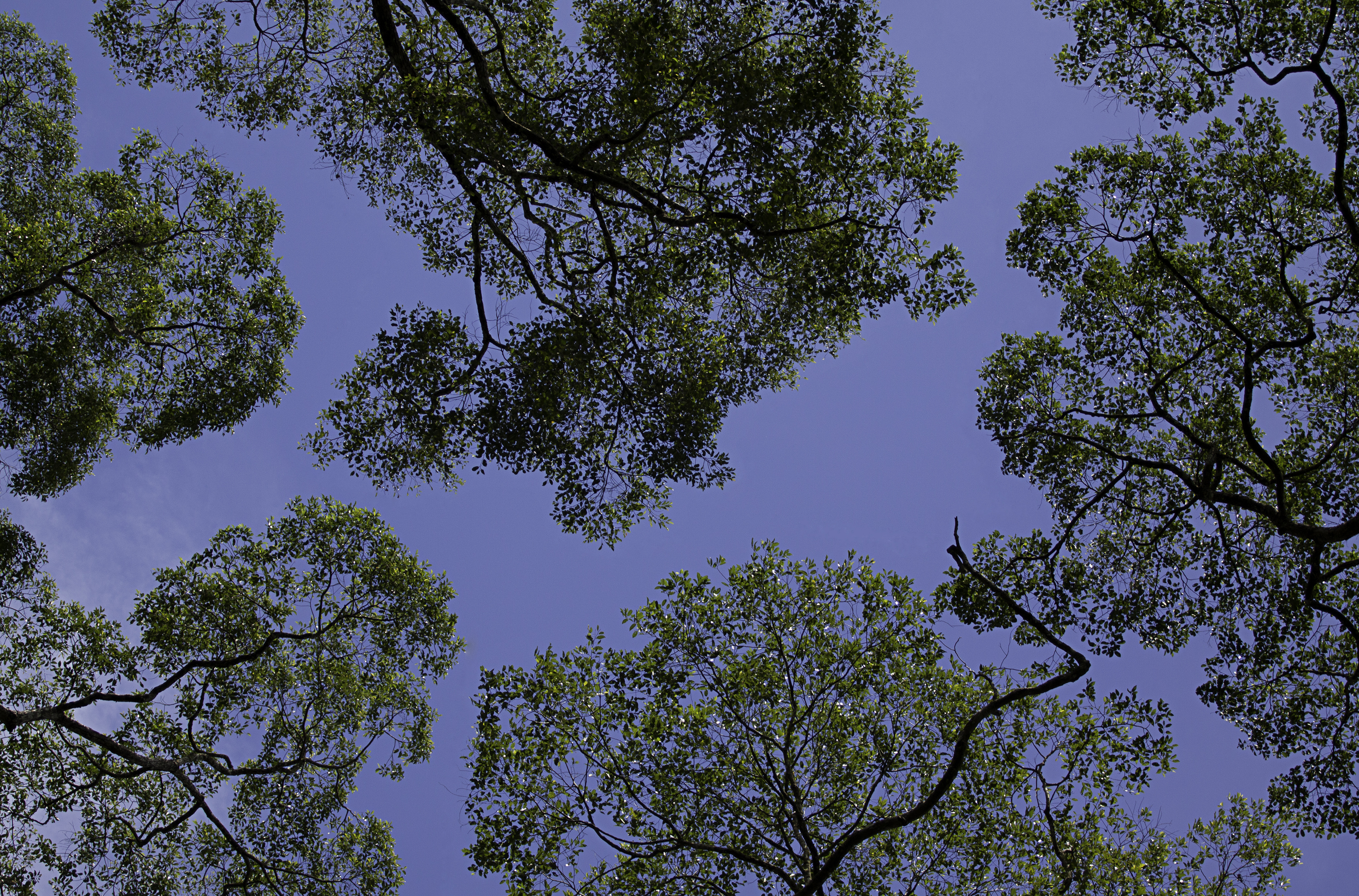
Una canopia di una foresta a Sabah, Malesia

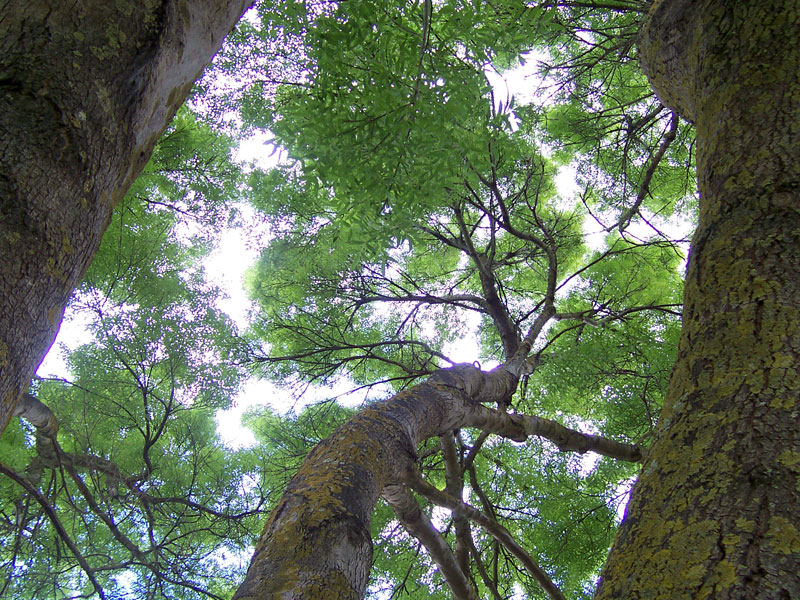
Canopia di una foresta

In biologia, la canopia o canopea (dall'inglese canopy, dal latino medievale canopeum, alterazione del latino classico conopeum, ovvero zanzariera) è la porzione superiore di una comunità di piante (fitocenosi) o colture formata dalle chiome delle piante. In italiano si usa anche volta (della foresta) o strato superiore o baldacchino.
Per le foreste, il termine canopia si riferisce anche allo strato superiore o alla zona di habitat formata dalle chiome mature degli alberi e che include anche altri organismi biologici (piante epifite, liane, animali arboricoli, ecc.).
Talvolta, il termine canopia è usato riferendosi all'estensione dello strato più esterno delle foglie di un singolo albero o di un gruppo di alberi.
Gli alberi ombrosi solitamente hanno una canopia densa che blocca la luce per le piante che crescono più in basso.

## Struttura della canopia
La struttura della canopia è l'organizzazione o la disposizione spaziale (nelle tre dimensioni) di una canopia di piante.
L'indice di area fogliare, che corrisponde all'area fogliare per unità di area del suolo, è un indice utilizzato per comprendere e confrontare le canopie delle piante.

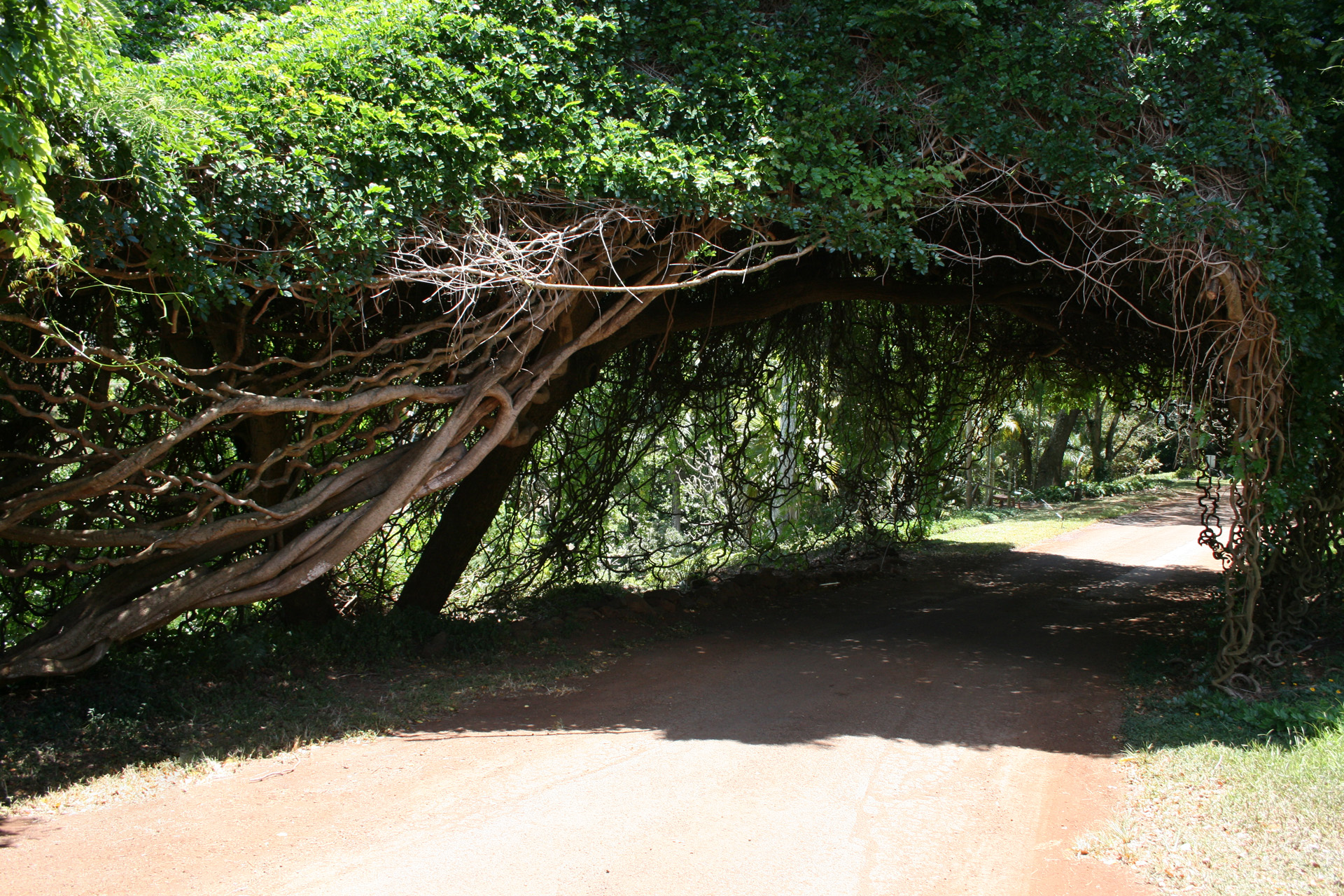
Una canopia di liane sopra una strada

## Strato canopico delle foreste
Gli alberi delle canopie dominanti e codominanti formano lo strato canopico irregolare.
Gli alberi canopici sono in grado di eseguire la fotosintesi in maniera relativamente rapida, grazie alla luce abbondante, cosicché supportano la maggior parte della produzione primaria nelle foreste.
Lo strato canopico fornisce protezione dai venti forti e dalle tempeste e, per contro, intercettando la luce solare e le precipitazioni, dà luogo a un sottobosco con vegetazione relativamente sparsa.
Le canopie delle foreste sono dimora per flora e fauna uniche, che non si ritrovano negli altri strati della foresta.
La più elevata biodiversità terrestre risiede nella canopia delle foreste pluviali tropicali. Molti animali delle foreste pluviali si sono evoluti in modo da vivere esclusivamente nella canopia e non toccare mai il suolo.
Tipicamente, la canopia di una foresta pluviale è spessa circa 10 m e intercetta circa il 95% della luce solare.
La canopia si trova sotto allo strato emergente, uno strato rado di alberi molto alti, tipicamente uno o due per ettaro.
Nelle foreste pluviali, grazie all'abbondanza di acqua e a una temperatura pressoché ideale, la luce e i nutrienti sono due fattori che limitano la crescita degli alberi dal sottobosco alla canopia.
Nelle comunità di permacultura e del giardinaggio a foresta, la canopia è il più elevato di sette strati.